# SAM-N-2 Lark
Lark-projektet var et højt prioriteret jord til luft-missil, der blev udviklet af United States Navy for at imødegå kamikaze-truslen Efter Lark-konfigurationen blev etableret af Bureau of Aeronautics i januar 1945 fik Fairchild Aircraft en kontrakt om at producerer 100 missiler i marts 1945. Fairchild brugte radiostyret styresystem med en semiaktiv radarmålsøger AN/DPN-7. Der blev skrevet endnu en kontrakt på 100 missiler med Convair i juni 1945 som backup. Convair brugte ledstrålestyring som styr aktiv radarmålsøger. Ingen af versioner var succesfulde. Seks af Convairs modeller blev givet til Raytheon for at undersøge bruge af hastighedsbaseret Dopplerradar til at styre missilener mod målet, mens de fleste andre brugte puls-radar. En af Raytheons styresystemer fra Convair formåede at blive det første amerikanske jord til luft-missil, der ramte et flyvende mål i 1950.